# John Frusciante
John Anthony Frusciante (Nueva York, 5 de marzo de 1970) es un músico estadounidense y guitarrista de los Red Hot Chili Peppers. Ha lanzado once álbumes en solitario y siete EPs, que van desde la guitarra acústica hasta la música electrónica. Fue incluido en el Salón de la Fama del Rock and Roll como miembro de los Red Hot Chili Peppers en 2012. Rolling Stone nombró a Frusciante entre los mejores guitarristas de todos los tiempos.
Frusciante se unió a los Chili Peppers a la edad de 18 años después de la muerte del guitarrista Hillel Slovak, y apareció por primera vez en su álbum Mother's Milk (1989). Su segundo álbum con la banda, Blood Sugar Sex Magik (1991), fue su gran éxito. Abrumado por la nueva popularidad de la banda, dejó el grupo en 1992. Se recluyó y entró en un período de adicción a la heroína, durante el cual lanzó sus primeras grabaciones en solitario: Niandra Lades and Usually Just a T-Shirt (1994) y Smile from the Streets You Hold (1997). En 1998 completó su rehabilitación de las drogas y se reincorporó a los Red Hot Chili Peppers, llevándolos a un gran éxito con sus álbumes Californication (1999), By the Way (2002) y Stadium Arcadium (2006).
El trabajo en solitario de Frusciante abarca géneros que incluyen rock experimental, música ambiental y electrónica. Lanzó seis álbumes en 2004, cada uno de los cuales explora diferentes géneros y técnicas de grabación. En 2009, Frusciante lanzó The Empyrean, que presenta a miembros de los Chili Peppers. Frusciante dejó los Chili Peppers nuevamente en 2009 y se reincorporó a ellos en 2019. Frusciante también hace acid house bajo el alias Trickfinger. Con el exguitarrista de Red Hot Chili Peppers Josh Klinghoffer y Joe Lally, Frusciante ha lanzado dos álbumes como Ataxia.

## Primeros años
John Anthony Frusciante nació el 5 de marzo de 1970 en Queens (Nueva York). Es de origen italiano. Su padre, John Frusciante Sr., es un pianista formado en la Escuela Juilliard, y su madre, Gail Bruno, es una cantante con un talento prometedor, pero que abandonó su carrera para ser ama de casa. Tiene dos hermanos y dos hermanas. Después de vivir en Nueva York, la familia de Frusciante se mudó a Tucson, Arizona, y luego al estado de Florida, donde su padre sirvió como juez en el Condado de Broward. Tras el divorcio de sus padres, Frusciante se mudó junto a su madre a Santa Mónica, California. Un año después, Frusciante y su madre se mudaron a Mar Vista, Los Ángeles, junto a su nuevo padrastro, quien, según él, «lo apoyó y lo hizo sentir bien como artista». Allí se involucró en la escena del punk rock californiano, llegando al punto de obsesionarse con el álbum (GI) de la banda estadounidense Germs.
En 1980, Frusciante comenzó a tomar clases de guitarra con un profesor que lo introdujo al rock alternativo, género predominante de los Red Hot Chili Peppers. Además, a la edad de 11 años comenzó a estudiar a diversos guitarristas, tales como Jimmy Page, David Gilmour, Jimmi Hendrix y Jeff Beck. Tiempo después descubriría a Frank Zappa, cuyo trabajó investigó por horas. Con un acuerdo de sus padres, Frusciante abandonó la escuela secundaria a la edad de 16 años, trasladándose a Los Ángeles para desarrollar su musicalidad. Comenzó a tomar clases en el Instituto Musical de Hollywood en busca de perfeccionar su destreza musical, pero lo abandonó al poco tiempo después sin siquiera asistir.

## Carrera musical

### 1988-1992: primer período con los Red Hot Chili Peppers

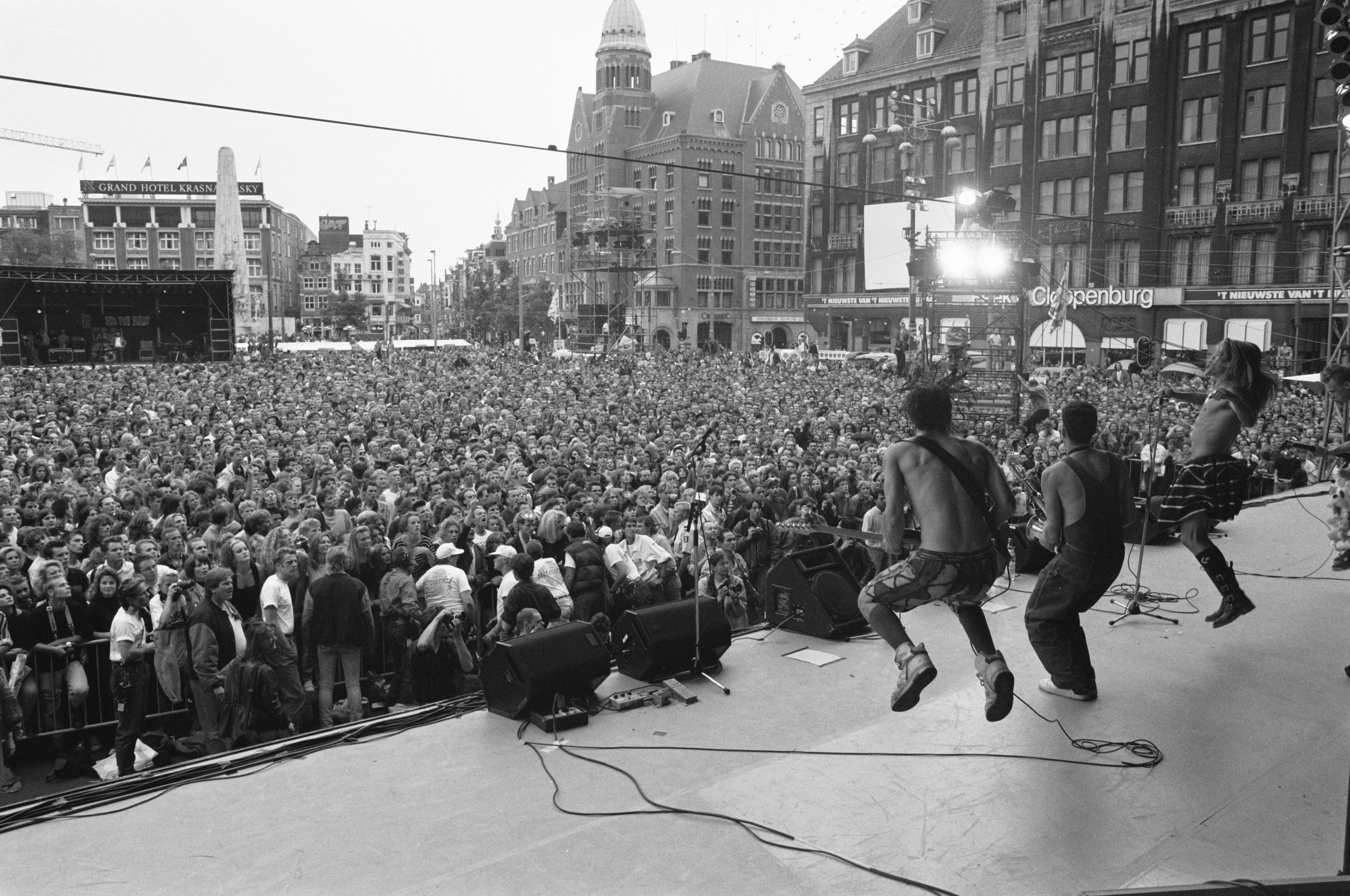
Red Hot Chili Peppers presentándose en Ámsterdam, Países Bajos, (1989).

Frusciante descubrió a los Red Hot Chili Peppers alrededor de 1984 cuando su instructor de guitarra estaba audicionando como guitarrista para ellos. Frusciante asistió a una actuación de los Chili Peppers a los 15 años, convirtiéndose rápidamente en un gran admirador. Idolatraba a su guitarrista, Hillel Slovak, y se familiarizó con prácticamente todas las partes de guitarra y bajo de los primeros discos de la banda. Conoció a Slovak y hablaron unos meses antes de su muerte. Frusciante le dijo que no le gustaría que la banda se volviera lo suficientemente popular como para tocar en el The Forum, y que prefería a las audiencias más pequeñas.
Frusciante se hizo amigo del exbaterista de Dead Kennedys, D. H. Peligro, a principios de 1988. Tocaron juntos y Peligro invitó a su amigo, el bajista de Red Hot Chili Peppers, Flea. Frusciante y Flea tuvieron una química musical inmediata. Casi al mismo tiempo, Frusciante tenía la intención de hacer una audición para Frank Zappa, pero cambió de opinión porque Zappa prohibía estrictamente el uso de drogas ilegales. Frusciante dijo: «Me di cuenta de que quería ser una estrella de rock, consumir drogas y conseguir chicas, y que no podría hacerlo si estuviera en la banda de Zappa».
Slovak murió de una sobredosis de heroína en 1988. Devastado, el baterista de Red Hot Chili Peppers, Jack Irons, abandonó el grupo. Los miembros restantes, Flea y el vocalista Anthony Kiedis, reclutaron a Peligro en la batería y a DeWayne «Blackbyrd» McKnight, exmiembro de Parliament-Funkadelic, en la guitarra. Sin embargo, McKnight no logró conectarse musicalmente con el grupo. Flea propuso hacer una audición a Frusciante, cuyo conocimiento íntimo del repertorio de los Red Hot Chili Peppers lo impresionó. Flea y Kiedis lo audicionaron y acordaron que sería un reemplazo adecuado para McKnight. Cuando Flea llamó a Frusciante con la noticia de su aceptación, Frusciante corrió por su casa gritando de alegría y saltó a una pared, dejando marcas permanentes de botas. Rechazó un contrato con Thelonious Monster, con quien había estado tocando durante dos semanas, para aceptar la oferta de los Chili Peppers.
Frusciante no estaba familiarizado con el género funk del sonido de Red Hot Chili Peppers y dijo: «No era realmente un músico de funk antes de unirme a la banda. Aprendí todo lo que necesitaba saber sobre cómo sonar bien con Flea estudiando la música de Hillel». Varias semanas después de que Frusciante se uniera, Peligro, cuyo desempeño estaba sufriendo debido al abuso extremo de drogas, fue despedido. Chad Smith fue reclutado como baterista y la nueva formación comenzó a grabar su primer álbum, Mother's Milk (1989). Frusciante se centró en emular el estilo eslovaco. El productor, Michael Beinhorn, no estuvo de acuerdo con este enfoque y quería que Frusciante tocara con un tono de heavy metal inusual, en gran medida ausente en los tres discos anteriores de la banda. Frusciante y Beinhorn peleaban con frecuencia por el tono y las capas de la guitarra; Beinhorn prevaleció, ya que Frusciante se sintió presionado por su conocimiento del estudio. Kiedis recordó que «[Beinhorn] quería que John tuviera un tono de guitarra grande, crujiente, casi metálico, mientras que antes siempre teníamos algunos tonos de guitarra de rock ácido interesantes, así como muchos tonos de guitarra furtivos, sexys y funky».
Los Chili Peppers colaboraron con el productor Rick Rubin para su segundo disco con Frusciante, Blood Sugar Sex Magik (1991). Rubin sintió que era importante grabar el álbum en un entorno poco ortodoxo y sugirió una antigua mansión de Hollywood Hills. Frusciante, Kiedis y Flea se aislaron allí mientras duró la grabación. Frusciante y Flea rara vez salían y pasaban la mayor parte del tiempo fumando marihuana. Por esta época, Frusciante comenzó un proyecto paralelo con Flea y el baterista de Jane's Addiction, Stephen Perkins, The Three Amoebas. Grabaron aproximadamente de diez a quince horas de material, que no se publicó.

### 1992: Primera salida de los Chili Peppers
Blood Sugar Sex Magik alcanzó el número tres en las listas de Billboard y llegó a vender 13 millones de copias en todo el mundo. El éxito inesperado, que sorprendió al propio Frusciante, que obtuvo el álbum, catalogaría a los Chili Peppers como las nuevas estrellas de rock. Poco tiempo después del lanzamiento del álbum, Frusciante comenzó a sentir rechazo y aversión por la gran popularidad que estaba ganando la banda, haciéndose recurrentes las discusiones con Anthony Kiedis después de los conciertos. Según Kiedis, John le decía que eran «demasiado populares», que él «no necesitaba estar en ese nivel de éxito» y que «estaría más orgulloso si tocaran la misma música pero en clubes y bares como hacían hace un par de años». Además, Kiedis comentó que John pensaba que el ascenso del grupo fue «demasiado alto y demasiado pronto» y que se le era difícil poder afrontarlo.
Con el comienzo de una gira por Europa para promocionar el álbum, el estrés y malestar de Frusciante aumentó. Las repetitivas entrevistas y la presión mediática eran cada vez más difíciles de manejar a un John que ya quería volver a Los Ángeles. Finalmente, tras no poder superar el éxito de la banda y el estrés que le generaba, cayó en una fuerte adicción a la heroína. También aseguró haber escuchado en algún momento voces que le pedían abandonar la banda, repitiéndole que no iba a ser capaz de sobrevivir a la gira. Posteriormente, Frusciante le pidió a Kiedis que lo dejara regresar a Estados Unidos para así poder reunirse con su pareja de ese entonces, a lo que Anthony accede. Kiedis continuó exitosamente la gira en solitario, tras haber sido el único miembro de la banda que viajó con él.
Finalizada la gira europea, el grupo continuó realizando shows y conciertos por Estados Unidos, y en febrero de 1992 aceptaron presentarse en el late show estadounidense Saturday Night Live. Para ese entonces, los ensayos de la banda eran, por lo general, desastrosos, debido a que Frusciante solía frecuentemente presentarse estando bajo los efectos de la heroína o alguna otra droga, y también por el nerviosismo constante de Kiedis, que temía que su aparición en cámaras no saliera como se esparaba. Finalmente, el día 22 de ese mismo mes, los Chili Peppers tuvieron su presentación en el programa. El resultado de esta fue bastante negativo, debido a que la actuación estuvo marcada por una fuerte tensión entre los integrantes y una bochornosa interpretación de su sencillo «Under the Bridge», en la que Frusciante tocó erróneamente su parte y Kiedis desafinó en varias ocasiones. Posterior a la actuación, mucha gente, incluidos medios de comunicación, comenzaron a decir que Frusciante saboteó a propósito la presentación de la banda, que fue impulsado por su descontento con los miembros, pero principalmente con Kiedis, el cual pateó a Frusciante en plena presentación. Según el mismo Anthony, la actuación de John fue para él como una «puñalada por la espalda», y que se sintió traicionado. A pesar de su fallida presentación, las ventas siguieron en aumento y la banda continuó siendo bien recibida.
A pesar del éxito de la banda, las voces en la cabeza de Frusciante que le insistían en abandonar la banda no cesaron. Finalmente, en mayo de 1992, Frusciante le anunció a sus compañeros que abandonaba la banda tras negarse a subir al escenario durante un concierto en el Club Quattro de Tokio, Japón. Después de todo, fue convencido de actuar, pero regresó a California al día siguiente. Según Frusciante, «era imposible quedarse en la banda por más tiempo», y había llegado al punto de que se sentía obligado de tocar con ellos, a pesar de que aún lo querían en la banda. Fue reemplazado por el ex guitarrista de Jane's Addiction, Dave Navarro.

### 1992-1997: Adicción y primeros álbumes en solitario

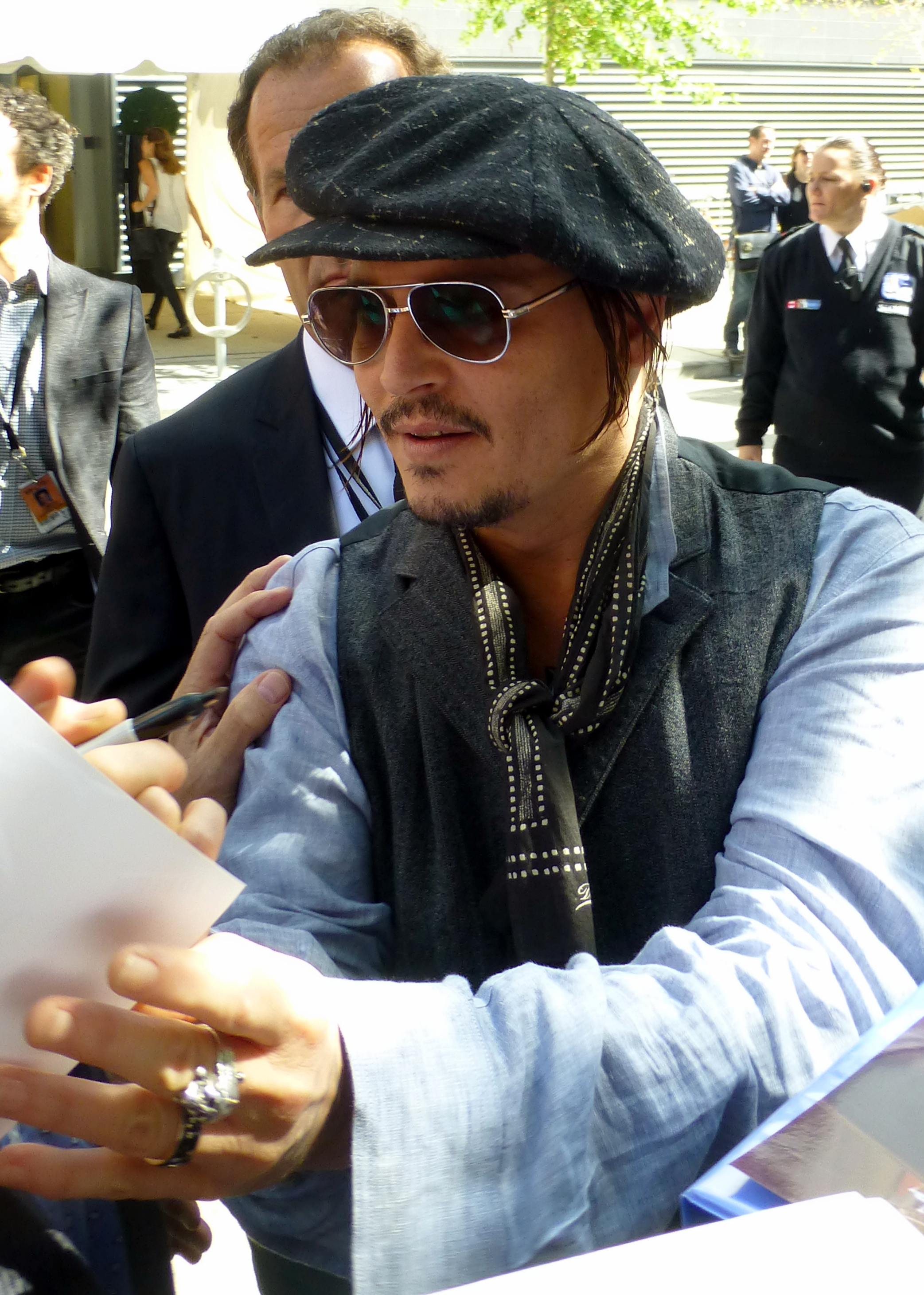
Frusciante desarrolló una amistad con el actor Johnny Depp, el cual filmó un documental sobre las condiciones de vida del guitarrista durante su época de adicción.

Al poco tiempo de unirse a la banda, Frusciante cayó en una fuerte adicción a las drogas. Durante las primeras giras de la banda Frusciante solía fumar marihuana junto a Flea, recordando que: «Flea me inspiró a ser un adicto a la marihuana cuando descubrí que estaba drogado hasta la médula en cada show». Tras la publicación de Blood Sugar Sex Magik, Frusciante comenzó a frecuentar otras sustancias como la heroína o la cocaína. Tras regresar a California después de abandonar la banda John cayó en una fuerte depresión, y sentía que su vida había terminado y que ya no podía componer música ni volver a tocar la guitarra. Pasaría los siguientes tres años de su vida en su casa en Hollywood Hills, casa cuyo estado era deplorable, estando gravemente dañada y cubierta de grafitis. Durante ese tiempo, dos de sus amigos, incluido el actor Johnny Depp, grabaron el documental Stuff, en el que retrataron la adicción que Frusciante sufría y las penosas condiciones de su vivienda. Tiempo después, la casa de Frusciante fue destruida gracias a un incendio que él mismo provocó, destruyendo también su colección de guitarras vintage y varias grabaciones, las cuales quiso salvar, casi perdiendo los brazos en el intento debido a la gravedad de las quemaduras.
Durante su época de adicción, Frusciante dedicó parte de su tiempo realizando pinturas, escribiendo cuentos y varios guiones, los cuales utilizó como letras de 4 pistas que registró durante el período de grabación de Blood Sugar Sex Magik. Con el empeoramiento de su depresión, Frusciante decidió aumentar su consumo de heroína en un intento de hacerle frente a su enfermedad, cayendo en un espiral de adicción que casi le cuesta la vida en varias ocasiones. Frusciante ha dicho que la razón por la cual aumentó su dosis de heroína fue meramente por una decisión propia, recordando: «Estaba muy triste, y siempre que me drogaba me ponía feliz; por lo tanto, decidí que debía estar drogado todo el tiempo». Además, John ha declarado que nunca se sintió culpable de ser drogadicto, y que siempre se sintió «orgulloso» de ser drogadicto.
Durante 1993, Frusciante fue brevemente miembro de la banda de rock alternativo P, formada por el líder de Butthole Surfers, Gibby Haynes, el actor Sal Jenco, el compositor Bill Carter y Johnny Depp. La banda solía tocar recurrentemente en el club The Viper Room, incluyendo la trágica presentación de Flea en octubre de ese mismo año. Según Haynes, en aquella presentación, mientras interpretaban su canción «Michael Stipe», el actor River Phoenix estaba sufriendo varias convulsiones en las afueras del local. Phoenix murió durante las primeras horas del día siguiente, el 31 de octubre, debido a una insuficiencia cardíaca provocada por un cóctel que le dio Frusciante, el cual resultó en una sobredosis de heroína y cocaína. El músico estadounidense Bob Forrest comentó en su memoria Running With Monsters que Frusciante y Phoenix pasaron juntos los días anteriores a la muerte de este en un atracón de drogas, consumiendo cocaína y heroína sin dormir durante días.

## Vida personal
En 2011 se casó con la cantante Nicole Turley. Se divorciaron en 2015. Posteriormente, en 2022, contrajo matrimonio con la productora y DJ Marcia Pinna, también conocida por su nombre artístico Aura T-09. Dos años antes, Marcia y Frusciante crearon la compañía discográfica Evar Records. Durante mediados del año 2000, mantuvo una breve relación amorosa con la supermodelo y actriz estadounidense Milla Jovovich.

## Estilo musical

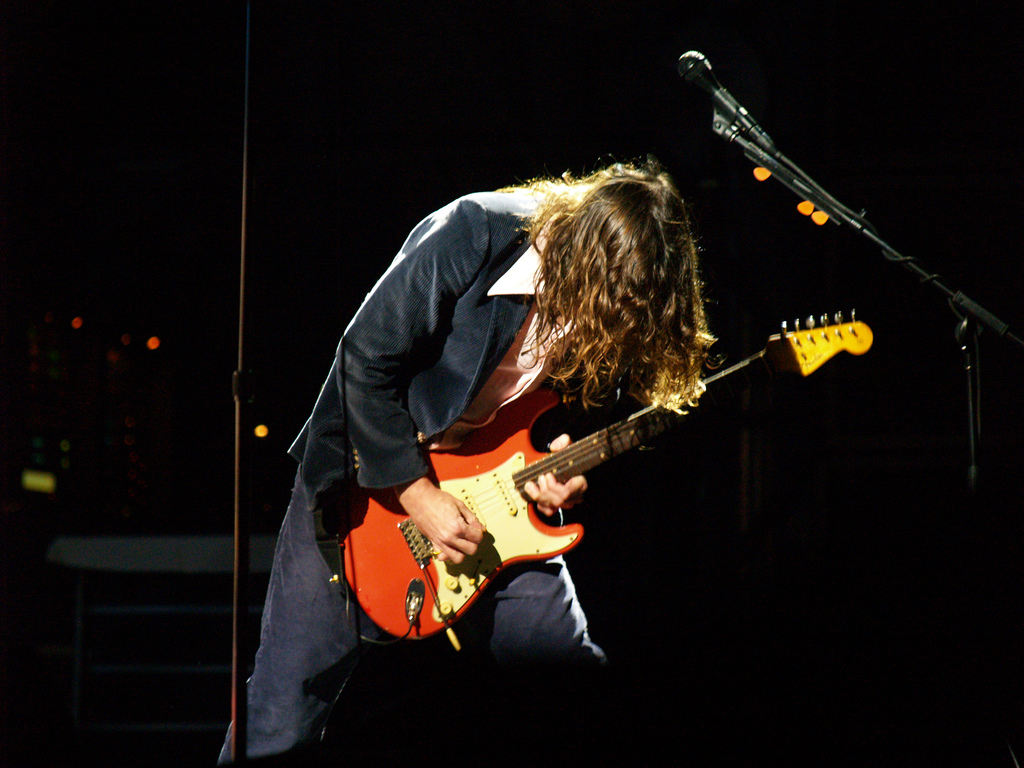
John Frusciante en 2006

El estilo musical de Frusciante ha evolucionado a lo largo de su carrera musical. Aunque ya a comienzos de la década de 1990 los críticos comenzaron a reconocer su trabajo, no fue hasta la publicación de Stadium Arcadium cuando la crítica y el público comenzaron a alabar su estilo en las seis cuerdas. Frusciante atribuye esto a un cambio de enfoque, declarando que en el álbum había elegido un acercamiento a los patrones rítmicos inspirados en la complejidad de los trabajos de Jimi Hendrix o Eddie Van Halen. En grabaciones precedentes, sin embargo, Frusciante se centraba más en la influencia de los grupos de punk underground y músicos de new wave. Todas las guitarras con las que ha ido de gira y grabado fueron fabricadas antes de 1970. Su instrumento más utilizado es una guitarra Fender Stratocaster Sunburst de 1962 que ha utilizado en todos los álbumes de los Red Hot desde su vuelta en 1998, aunque utiliza una distinta según crea que encaje mejor con la estructura de la canción que tenga que grabar. El instrumento más preciado de Frusciante es una guitarra Gretsch White Falcon de 1955, que usó dos veces por concierto durante la gira By the Way. Desde entonces, ha eliminado la White Falcon de su repertorio, diciendo que «no hay lugar para ella».
Frusciante utiliza una variedad vocal en sus álbumes en solitario que van desde los chillidos de los discos Niandra Lades and Usually Just a T-Shirt y Smile from the Streets You Hold hasta estilos más convencionales presentes en el resto de las grabaciones del guitarrista. Con los Red Hot Chili Peppers, utiliza una voz en falsetto (contratenor) en los coros de las canciones, que empleó por primera vez en Blood Sugar Sex Magik. Según sus declaraciones, disfruta con su papel de corista en la banda, y cree que los coros son una forma real de arte. A pesar de su labor con los Red Hot Chili Peppers, Frusciante cree que su trabajo en solitario debe permanecer separado de su trabajo con la banda. Dentro de él, Frusciante reconoce que su anterior uso de drogas aumentó su inspiración: «Sí, pero no es el único modo de conectar con este mundo, hay otras maneras, como la meditación, el yoga y la purificación del cuerpo. Cuidándote, haciendo ejercicio, puedes conseguir conexión con seres de otras dimensiones, hay que mantener la mente abierta y el cuerpo saludable. El placer que siento bebiendo hierbas, cava y valeriana, es mejor que el que he sentido nunca tomando drogas, que es como meter una química innecesaria en mi cuerpo».

### Técnica
La técnica en la guitarra de Frusciante está centrada en la emotividad y la melodía más que en el virtuosismo. Aunque algunos elementos de su virtuosismo pueden apreciarse en algunas de sus grabaciones, el propio Frusciante declaró que intenta que salgan lo mínimo a relucir. Piensa que la forma de tocar la guitarra no ha evolucionado mucho desde los años '60, especialmente desde que se retiró Jimmy Page, guitarrista de Led Zeppelin, y considera que los mejores guitarristas de esa década son imbatibles. Durante su adolescencia, muchos guitarristas del mainstream elegían centrarse en la velocidad. A causa de esto, cree que muchos guitarristas de punk y new wave han sido pasados por alto. Esta es la razón por la cual Frusciante prefiere centrarse en sus capacidades melódicas inspiradas en guitarristas como Matthew Ashman de Bow Wow Wow y Bernard Sumner de Joy Division. Frusciante cree que el estilo de estos músicos no ha sido desarrollado al máximo por haber sido dejados de lado, razón por la cual prefiere partir desde esa dirección. Sin embargo, se considera fan de guitarristas técnicos como Steve Vai o Randy Rhoads, pero intenta reprimir el deseo de imitarles: «La gente cree que por tocar más rápido y por crear nuevas técnicas puedes progresar adelante, pero entonces se dan cuenta de que emocionalmente no han progresado en absoluto. No transmiten nada a la gente que está escuchando y dicen que están donde Hendrix estaba hace tres décadas. Algo parecido le pasó a Vai en los '80». Creyendo que enfocarse solo en tonos claros es negativo, Frusciante desarrolló su propio estilo que él mismo llamó como "sucio". Como resultado, cree que es bueno «maltratar» a la guitarra y probar varias formas de distorsión en los solos. Dice también que intenta romper tantos límites estilísticos como puede, con el fin de expandir sus horizontes musicales. Frusciante afirmó que muchas obras de los guitarristas contemporáneos sufren de una falta de originalidad, y que muchos de sus contemporáneos siguen las reglas sin arriesgarse.
A lo largo de los años, Frusciante ha variado su forma de componer álbumes. En sus primeras grabaciones, dejaba que las imperfecciones entraran en el disco. Sin embargo, en posteriores álbumes como Shadows Collide with People se posicionó en la postura contraria: «Sólo quería que todo fuese perfecto. No quería nada fuera de sitio, o fuera de tiempo, o cualquier cosa no intencionada». Frusciante ve la composición como un desarrollo progresivo: «Si una canción quiere venir hacia mí, siempre estoy dispuesto a recibirla, pero no trabajo en eso». Muchas canciones en solitario fueron escritas inicialmente con una guitarra acústica o una guitarra eléctrica sin amplificar. Frusciante cultiva una atmósfera propicia para componer al estar constantemente escuchando la música de otros y absorbiendo su influencia creativa. También prefiere grabar sus composiciones en casetes o cualquier otro equipamiento primitivo, siguiendo la línea de los artistas de lo-fi, ya que cree que el uso de material de grabación antiguo sirve para acelerar el proceso de grabación, y que las nuevas tecnologías aplicadas a la grabación dan solo una ilusión de eficiencia. Frusciante intenta acortar lo máximo posible el proceso de grabación, porque cree que la música «viene viva cuando la creas rápido». También le satisface el reto de grabar algo en unas pocas tomas, afirmando que cuando los músicos son incapaces de sobrellevar la presión de tener que grabar algo rápidamente, a veces se frustran o se ahogan en el perfeccionismo.
Él expresó "Para mí, la guitarra nunca progresó desde que la tocó Jimmy Page".

### Guitarras
John Frusciante suele utilizar guitarras en la misma línea, principalmente Fender anteriores a 1970. Casi todas sus guitarras fueron construidas antes de este año, pues él opina que el sonido logrado por la madera envejecida y el paso de los años las hace excelentes. Las guitarras que utiliza actualmente no son las mismas con las que comenzó el RHCP, dado que estas quedaron destruidas en un incendio.
Su principal instrumento es un Stratocaster '62 Sunburst americana, con diapasón de palorrosa, con la que toca en todos sus conciertos.
La segunda guitarra más usada es similar pero del año 1955 y diapasón de arce, que también se ve con frecuencia en sus manos. El sencillo Around the World contiene el sonido de esta guitarra.
Después del  incendio que arrasó la casa de Frusciante, Anthony Kiedis le prestó dinero a su excompañero para que comprase otra guitarra. Este consiguió una Fender Jaguar color rojo fiesta de finales de los años 60. John no la usa mucho en directo, sino para tocar en privado y calentar antes de los conciertos. En Woodstock ' 99 la tocó en Around the World. También la usó en conciertos entre 2003 - 2004 con sus proyectos solistas y en vivo. Esta era la única guitarra que tenía cuando re ingreso a los Red Hot Chili Peppers en 1998 hasta que pudo conseguir una Stratocaster, regalo de Anthony. En el disco Californicatión se la puede escuchar en Around The World como ya se mencionó, en This Velvet Glove y el solo de Scar Tissue.
Durante muchos años, Frusciante consideró su Gretsch White Falcon de 1955 como su más preciada posesión. La encontró Vicent Gallo en una tienda de segunda mano antes de 1999. También aparece en el vídeo de Dani California, cuando los Red Hot Chili Peppers interpretan a Elvis Presley y su banda.
Otras Fender habituales de Frusciante son una Stratocaster Red Fiesta '62 que obtuvo para By The Way, otra Stratocaster Olympic '61 y una Telecaster de 1963 color Sunburst, que siempre lleva de gira como segunda opción.
John posee otras muchas guitarras, como una Martin 0-15 acústica para los temas acústicos o una Gibson SG con P90.

## Influencias
Antes de unirse a los Red Hot Chili Peppers, algunas formaciones que dejaron su impronta en Frusciante fueron Captain Beefheart, The Residents, The Velvet Underground, Neu! o Kraftwerk. A su vez, el propio Frusciante acredita como influencias para aprender a tocar la guitarra a Greg Ginn, Pat Smear o Joe Strummer, entre otros. En sus años de adolescente, comenzó a fijarse en Jimi Hendrix y Led Zeppelin, así como en otras bandas como Public Image Ltd. y Johnny Marr de The Smiths. Una otra gran influencia de Frusciante es John McGeoch, por sus discos grabados con Siouxsie And The Banshees y Magazine: "John McGeoch es el tipo de guitarrista que quiero ser. Tiene una nueva idea brillante para cada canción. Usualmente toco las cosas que él hace en los álbumes de Magazine y Siouxsie And The Banshees como Juju."
A Frusciante también le agradan músicos como Leadbelly o Robert Johnson, quienes influyeron notablemente en la composición de Blood Sugar Sex Magik. En Californication y By the Way, Frusciante extrajo la técnica de crear texturas tonales a través de varios patrones del guitarrista de post punk Vini Reilly de The Durutti Column y bandas como Fugazi o The Cure. Sin embargo, durante la grabación de Stadium Arcadium Frusciante se apartó del new wave y se concentró en emular a músicos como Jimi Hendrix o Eddie Van Halen. En sus dos primeros álbumes en solitario, Niandra Lades and Usually Just a T-Shirt y Smile from the Streets You Hold, se aprecia claramente la influencia de las composiciones en solitario del exmiembro de Pink Floyd, Syd Barrett, quien también pasó por un proceso de adicción a las drogas y depresión después de dejar su antigua banda, y de quien se considera admirador. Con su reciente trabajo en solitario, Frusciante ha citado la música electrónica como mayor influencia, entre la que se encuentran Ekkehard Ehlers, Peter Rehberg y Christian Fennesz. Sus intereses están en constante cambio, ya que cree que, sin cambio, no tendría ningún interés en tocar: «Estoy siempre tomando inspiración de diferentes clases de música, y voy a cada nuevo proyecto con una idea preconcebida de qué géneros son los que voy a mezclar».
El 9 de abril fue elegido por la encuesta "The Axe Factor" como mejor guitarrista de los últimos 30 años.

## Discografía

### Red Hot Chili Peppers
| Fecha de publicación     | Título                      | Sello discográfico   |
| ------------------------ | --------------------------- | -------------------- |
| 16 de agosto de 1989     | Mother's Milk               | EMI/Capitol Records  |
| 24 de septiembre de 1991 | Blood Sugar Sex Magik       | Warner Bros. Records |
| 8 de junio de 1999       | Californication             | Warner Bros. Records |
| 9 de julio de 2002       | By the Way                  | Warner Bros. Records |
| 5 de mayo de 2006        | Stadium Arcadium            | Warner Bros. Records |
| 1 de abril de 2022       | Unlimited Love              | Warner Bros. Records |
| 14 de octubre de 2022    | Return of the Dream Canteen | Warner Bros. Records |

### En solitario
| Fecha de publicación     | Título                                    | Sello discográfico     |
| ------------------------ | ----------------------------------------- | ---------------------- |
| 8 de marzo de 1994       | Niandra Lades and Usually Just a T-Shirt  | American Recordings    |
| 26 de agosto de 1997     | Smile from the Streets You Hold           | Birdman Records        |
| 13 de febrero de 2001    | To Record Only Water for Ten Days         | Warner Music Group     |
| 5 de marzo de 2001       | Going Inside                              | Warner Music Group     |
| 4 de agosto de 2001      | From the Sounds Inside                    | Lanzado vía Internet . |
| 24 de febrero de 2004    | Shadows Collide with People               | Warner Bros.           |
| 22 de junio de 2004      | The Will to Death                         | Record Collection      |
| 14 de septiembre de 2004 | DC EP                                     | Record Collection      |
| 26 de octubre de 2004    | Inside of Emptiness                       | Record Collection      |
| 23 de noviembre de 2004  | A Sphere in the Heart of Silence          | Record Collection      |
| 1 de febrero de 2005     | Curtains                                  | Record Collection      |
| 20 de enero de 2009      | The Empyrean                              | Record Collection      |
| 16 de julio de 2012      | Letur-Lefr                                | Record Collection      |
| 25 de septiembre de 2012 | PBX Funicular Intaglio Zone               | Record Collection      |
| 27 de agosto de 2013     | Outsides                                  | Record Collection      |
| 8 de abril de 2014       | Enclosure                                 | Record Collection      |
| 7 de abril de 2015       | Trickfinger                               | Record Collection      |
| 24 de noviembre de 2015  | Renoise Tracks 2009-2011                  | Lanzado vía Internet . |
| 24 de noviembre de 2015  | 4-Track Guitar Music                      | Lanzado vía Internet . |
| 15 de mayo de 2016       | Foregrow EP                               | Record Collection      |
| 8 de septiembre de 2017  | Trickfinger II                            | Record Collection      |
| 29 de marzo de 2020      | Look Down, See Us                         | Evar Records           |
| 5 de junio de 2020       | She Smiles Because She Presses the Button | Evar Records           |
| 23 de octubre de 2020    | Maya                                      | Timesig                |

### Ataxia
- Automatic Writing (2004)
- Automatic Writing II (2007)

### Colaboraciones
- Kristen Vigard de Kristen Vigard (1988)
- Height Down de River Phoenix (1991)
- Anytime at All de Banyan (1999)
- Rev de Perry Farrell (1999)
- You Come and Go Like a Pop Song de The Bicycle Thief (1999)
- Fishbone and the Familyhood Nextperience Present: The Psychotic Friends Nuttwerx de Fishbone (2000)
- Blowback de Tricky (2001)
- American IV: The Man Comes Around de Johnny Cash (2002)
- Dragonfly de Ziggy Marley (2003)
- De-Loused in the Comatorium de The Mars Volta (2003)
- We're a Happy Family: A Tribute to the Ramones (2003).
- The Brown Bunny OST de Vincent Gallo (2003)
- Unearthed de Johnny Cash (2003)
- Gallo+Gallo=Funny de Vincent Gallo (2004)
- A Manual Dexterity: Soundtrack Volume One de Omar Rodríguez-López (2004)
- Frances the Mute de The Mars Volta (2005)
- Music for the Divine de Glenn Hughes (2006)
- Amputechture de The Mars Volta (2006)
- The Bedlam in Goliath de The Mars Volta (2007)
- Hourglass de Dave Gahan (2007)
- Octahedron de The Mars Volta (2009)
- Omar Rodríguez-López & John Frusciante de Omar Rodríguez-López (2010)
- Sepulcros de Miel de Omar Rodríguez-López (2010)
- Man Meat de Swahili Blonde (2010)
- Medieval Chamber de Black Knights (2014)
- The Almighty de Black Knights (2015)
- Paper Gods de Duran Duran (2015)